# Whitman
Whitman és una població dels Estats Units a l'estat de Massachusetts. Segons el cens del 2000 tenia 13.882 habitants.

## Demografia
Segons el cens del 2000, Whitman tenia 13.882 habitants, 4.999 habitatges, i 3.604 famílies. La densitat de població era de 770,1 habitants/km².
Dels 4.999 habitatges en un 36,8% hi vivien nens de menys de 18 anys, en un 56,5% hi vivien parelles casades, en un 11,6% dones solteres, i en un 27,9% no eren unitats familiars. En el 22,4% dels habitatges hi vivien persones soles el 8% de les quals corresponia a persones de 65 anys o més que vivien soles. El nombre mitjà de persones vivint en cada habitatge era de 2,77 i el nombre mitjà de persones que vivien en cada família era de 3,3.
Per edats la població es repartia de la següent manera: un 26,7% tenia menys de 18 anys, un 8,4% entre 18 i 24, un 33,6% entre 25 i 44, un 21,8% de 45 a 60 i un 9,5% 65 anys o més.
L'edat mediana era de 35 anys. Per cada 100 dones de 18 o més anys hi havia 93,1 homes.
La renda mediana per habitatge era de 55.303 $ i la renda mediana per família de 63.706$. Els homes tenien una renda mediana de 41.950 $ mentre que les dones 30.629$. La renda per capita de la població era de 23.002$. Entorn del 2% de les famílies i el 3,3% de la població estaven per davall del llindar de pobresa.